# Lauren Verster
Lauren Verster ('s-Hertogenbosch, 27 april 1980) is een Nederlands programmamaakster, presentatrice en regisseuse.

## Biografie
Tijdens haar middelbare school was Verster al actief als programmamaker bij diverse lokale en regionale omroepen. Hier maakte ze, naast haar werkzaamheden als verslaggever, diverse jongerenprogramma's. Na het atheneum vertrok ze naar Amsterdam. Tijdens haar studie Nieuws en Informatie aan de Universiteit van Amsterdam ontwikkelde zij zich verder in filmen, monteren en presenteren.
Haar werk werd opgemerkt door Nickelodeon en MTV Networks waar zij verschillende programma's presenteerde, zoals de Kids Choice Awards. Ze was later te zien in het brutale jongerenprogramma 6pack van MTV en De Jakhalzen - een onderdeel van het dagelijkse VARA-programma De Wereld Draait Door.
Verster werd bij het grote publiek bekend toen zij tekende bij Veronica waar ze, naast diverse programma's samen met Johnny de Mol en Lange Frans, vijf seizoenen van het reportageprogramma Lauren Verslaat maakte. In dit programma reisde ze mee met oorlogsfotografen naar opzienbarende, en soms gevaarlijke, oorden om verslag te doen van het leven daar. Toen zij in 2007 werden beschoten door een rebellenbeweging in Colombia haalde dit het internationale nieuws.
In 2012 stapte ze over naar NPO 3, waar ze tot op heden het reportageprogramma Lauren! maakt en presenteert. In dit programma bezoekt zij opmerkelijke werelden, overal op aarde. Ze verdiept zich met onbevangen blik in de bijzondere levensstijl van buitengewone en uiteenlopende gezelschappen: van vrijgevochten Rastafari's in Zuid-Afrika tot prostituees in een nomadenbordeel. Het programma typeert zich door een rauwe stijl, waarin Verster de kijker meeneemt en haar hoofdpersonen interviewt. In 2022 verschijnt het tiende seizoen van de langlopende reeks, waarvan zij ook zelf de redactie doet.
Ook maakte zij andere reportageseries, zoals Ik wil een kind (over singles met een kinderwens) en Lauren Bevalt (over onorthodoxe manieren waarop mensen bevallen). Samen met Art Rooijakkers presenteerde ze begin 2014 zes afleveringen van het AVROTROS-programma Bureau Rooijakkers en Verster, waarin maatschappelijke kwesties juridisch en wetenschappelijk worden doorgelicht.
Daarnaast was Verster het gezicht van verschillende grote avonturenprogramma's zoals Fort Boyard, Atlas en Expeditie Poolcirkel. Hierin was ze behalve spelleider ook steun en toeverlaat voor de kandidaten.
In november 2013 verscheen haar boek 'Uit: zuurzoete verhalen over liefdesverdriet'. Hierin interviewde ze verschillende mensen over het thema liefdesverdriet.
Naast haar tv-werk geeft Verster presentaties en trainingen over communicatie- en vraagtechnieken en aan individuen en bedrijven.

## Privé
Verster had van 2011 tot 2015 een relatie met journalist en televisiemaker Jort Kelder. Later kreeg ze een relatie met cameraman Jasper Diepeveen. Met hem heeft ze twee dochters en één zoon. Haar ouders zijn beiden bioloog.

## Publicaties
- Uit: zuurzoete verhalen over liefdesverdriet, 2013
- Stuntpiet op avontuur, 2017